# Immunoediting
L'immunoediting o immunocorrezione è un processo dinamico avviato dalle cellule tumorali in risposta all'immunosorveglianza del sistema immunitario. È caratterizzato da tre fasi: eliminazione, equilibrio ed evasione. In questi processi si registrano dei cambiamenti nell'immunogenicità dei tumori che saranno parzialmente responsabili della nascita di varianti tumorali immunoresistenti. Nonostante questo processo il sistema immunitario elabora delle risposte sia di tipo innato che adattativo.

## Fasi

### Fase 1: Eliminazione

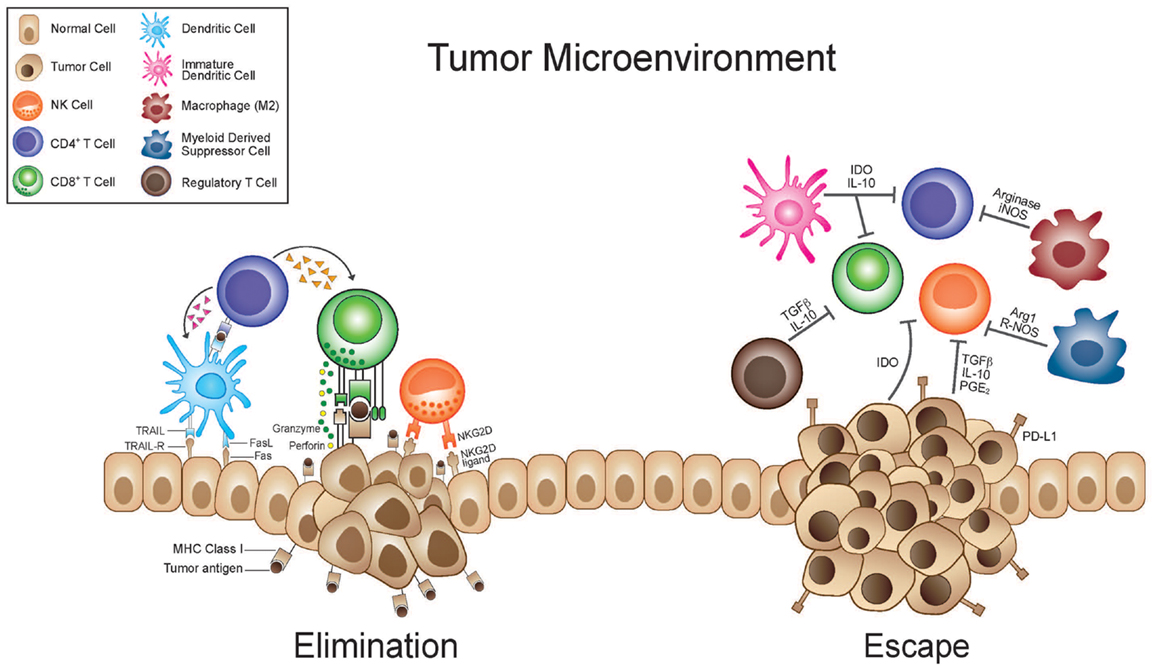
Durante la fase di eliminazione, le cellule effettrici del sistema immunitario (es. le cellule natural killer con l'aiuto dei linfociti T CD4+) riconoscono ed eliminano cellule tumorali (sinistra). A seguito dell'acquisizione di caratteri propri dell'eterogeneità tumorale, le cellule tumorali acquisiscono l'abilità di evadere il sistema immunitario (immunosorveglianza, destra).

La fase di eliminazione, definita anche "di immunosorveglianza" include una risposta immunitaria sia di tipo innato che acquisito.
Essa è scomponibile in altre quattro sotto-fasi:
- 1.1 Inizializzazione: La risposta immunitaria antitumorale ha inizio a causa della crescita e differenziazione del tumore. Esso va incontro a rimodellamento stromale causando dei danni all'architettura tissutale circostante. Il tessuto danneggiato o il microambiente tumorale in via di formazione rilascia segnali pro-infiammatori che reclutano le cellule tipiche dell'immunità innata (cellule natural killer, cellule T natural killer, macrofagi, cellule dendritiche) nel sito ove risiede il tumore. Durante questa fase le cellule T natural killer e le cellule NK sono stimolate a infiltrare il tumore e producono IFN-gamma. Le cellule NK infiltranti il tumore reclutate insieme ai macrofagi producono l'interleuchina 12 e l'interferone-gamma, che uccide le cellule tumorali per mezzo di meccanismi citotossici (es. l'utilizzo delle perforine, dei Ligandi che inducono l'apoptosi TNF-simili, detti anche  TNF-related apoptosis-inducing ligands /TRAIL o utilizzo dei ROS).[4] La maggior parte delle cellule tumorali è distrutta in questa fase; alcune di loro tuttavia sopravvivono e sono capaci di raggiungere un equilibrio rispetto alla risposta immunitaria.
- 1.2 Inibizione dell'angiogenesi: nella seconda fase l'IFN-gamma neosintetizzato induce la necrosi tumorali (in quantità limitate) e promuove la produzione di chemochine come CXCL11, CXCL10 e CXCL9 che inibiscono a valle lo sviluppo del tumore mediante l'inibizione dell'angiogenesi.
- 1.3 Nella terza fase le cellule natural killer e i macrofagi tramite il processo di transattivazione producono IFN-gamma e IL-12. Queste sostanze promuovono un'ulteriore necrosi delle cellule tumorali (sia mediante delle vie di segnalazione proprie dell'apoptosi che mediante la produzione di specie reattive dell'ossigeno e dell'azoto). Nei linfonodi che drenano i territori circostanti, le cellule dendritiche presentanti l'antigene (specifico del tumore) inizializzano la risposta immunitaria per mezzo della differenziazione dei linfociti Th1 che a sua volta attiva i linfociti T citotossici CD8 positivi.
- 1.4 Nella fase finale di eliminazione linfociti CD4 e CD8, tramite il processo di homing linfocitario raggiungono il sito del tumore e i linfociti T citotossici distruggono ulteriori cellule tumorali.

### Fase 2: Equilibrio
Il passaggio successivo dell'immunoediting nel cancro è la fase di equilibrio, durante la quale le cellule tumorali sopravvissute alla fase di "eliminazione" sono selezionate (es. in base ad un fenotipo non immunogenico) e crescono ulteriormente. Questa è la fase più lunga dei tre processi dell'immunoediting del cancro e può terminare anche nell'arco di anni. Durante questo periodo di selezione darwiniana emergono nuove varianti di cellule tumorali insieme a diverse mutazioni che contribuiscono ulteriormente all'eterogeneità tumorale insieme alla resistenza a futuri attacchi da parti del sistema immunitario.

### Fase 3: Evasione
Durante la fase di evasione, le varianti cellulari tumorali selezionate durante la fase di equilibrio hanno evaso totalmente le difese immunitarie dell'organismo, grazie ad ulteriori cambiamenti genetici ed epigenetici che gli hanno conferito ulteriore resistenza al riconoscimento da parte di cellule immunitarie. Ci sono diversi meccanismi sfruttati dalla cellula tumorale per evadere dal sistema immunitario, ad esempio down-regolare o spegnere totalmente l'espressione delle MHC di classe I classiche (HLA-A; HLA-B; HLA-C) che sono praticamente fondamentali per la risposta immunitaria mediata dalle cellule T effettrici (questa risposta è presente in circa il 90% dei tumori), insieme allo sviluppo del microambiente del tumore (che ha effetti immunodepressivi) e per la costituzione di una barriera protettiva nei confronti del tumore.
Le cellule contenute nel microambiente tumorale acquisiscono la capacità di produrre citochine che possono indurre l'apoptosi di linfociti attivati. Un ulteriore meccanismo consiste nella up-regolazione di MHC di classe I non classiche (HLA-E; HLA-F; HLA-G) che prevengono la risposta immunitaria NK-mediata per mezzo dell'interazione con le cellule NK.
In conclusione il tumore inizia a svilupparsi e a crescere soltanto durante l'evasione dei processi elaborati dal sistema immunitario.

## Collegamenti
- Oncoimmunologia